# Klyxum whitei
Klyxum whitei is een zachte koralensoort uit de familie van de Alcyoniidae. De wetenschappelijke naam van de soort is voor het eerst geldig gepubliceerd in 1928 door Thorpe.